# بومی‌های آرژانتین

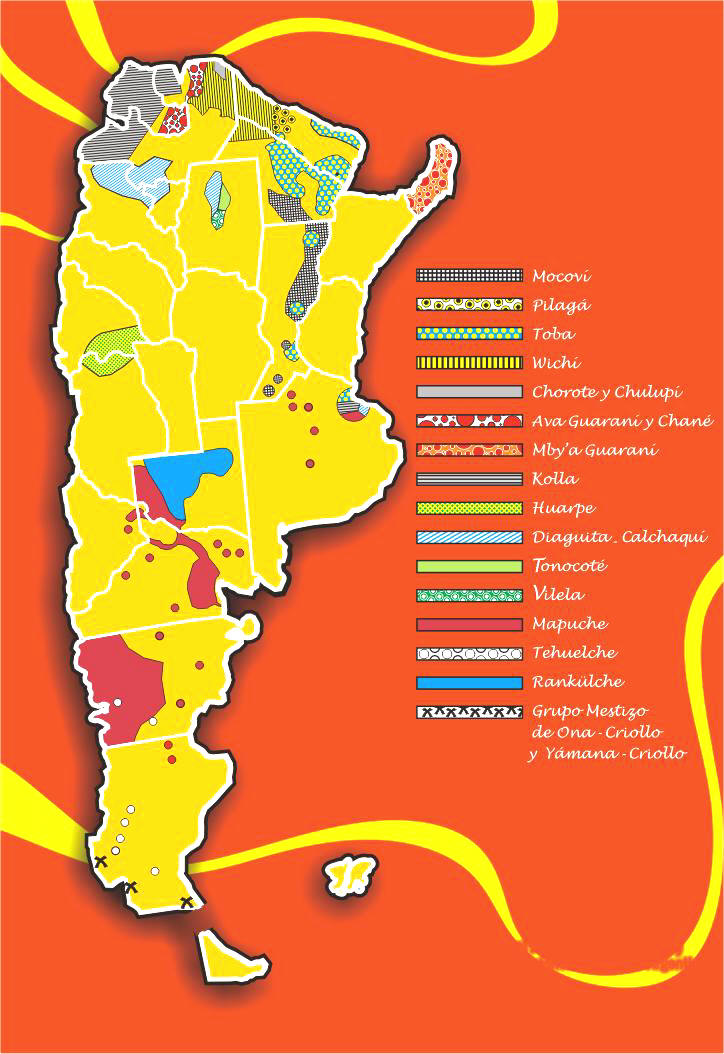
نقشه مناطق زندگی بومیان آرژانتین.

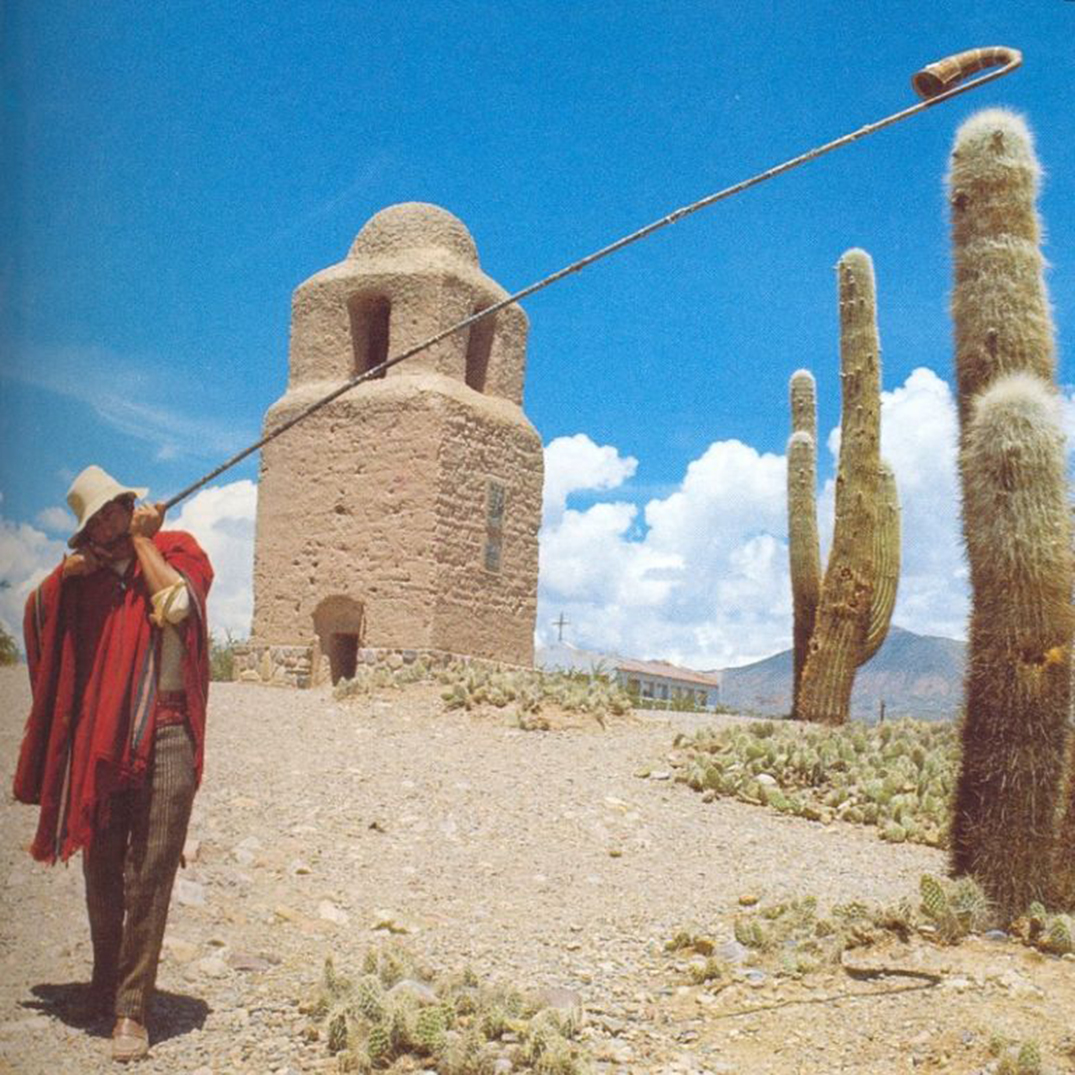

بومی‌های آرژانتین از اقوام سرخپوست کشور آرژانتین هستند که حدود یک و نیم درصد جمعیت کشور را دربر گرفته و نزدیک به ۶۰۰٬۰۰۰ تن جمعیت دارند. گروه‌های سرخپوست آرژانتین ۳۶ قوم را شامل شده و در مناطق مختلف خاک این کشور به‌سر می‌برند. در سال ۲۰۰۶ در یک تحقیق ژنتیکی که در دانشگاه بوینوس آیرس انجام شد نشان داد که از ۳۲۰ دانشجوی آرژانتینی بیش از ۵۶٪ از یک سو سرخپوست تبار بوده‌اند و ۱۱٪ هم از سوی نیای پدری و هم مادری سرخپوست بنظر رسیدند. امروزه بیشتر بومیان آرژانتین اسپانیایی زبان شده‌اند و زبان بومی به مناطق روستایی و کوهستانی محدود شده است.